# Ctenochauliodes nigrovenosus
Ctenochauliodes nigrovenosus är en insektsart som först beskrevs av Herman Willem van der Weele 1907.  
Ctenochauliodes nigrovenosus ingår i släktet Ctenochauliodes och familjen Corydalidae. Inga underarter finns listade i Catalogue of Life.